# Eparchia Byblos
Eparchia Byblos (łac. Eparchia Bybliensis Maronitarum) – eparchia Kościoła maronickiego w Libanie. Została ustanowiona w 1990 roku. 